# هيلين غريغوري
هيلين غريغوري (بالإنجليزية: Helen Gregory)‏ هي مؤرخة أسترالية، ولدت في 1946.